# Cambridgeshire
Cambridgeshire, também conhecido como Condado de Cambridge, é um condado da Inglaterra. Localizado na fronteira de Lincolnshire, ao norte, Norfolk para o nordeste, Suffolk, a leste, Essex e Hertfordshire, ao sul, e Bedfordshire e Northamptonshire, a oeste.